# Kly
Kly település Csehországban, a Mělníki járásban. Kly Všetaty, Mělník, Obříství, Malý Újezd, Libiš, Velký Borek és Tuhaň településekkel határos. Lakosainak száma 1733 fő (2024. január 1.).

## Népesség
A település lakosságának változását az alábbi diagram mutatja:
| Lakosok száma | 894  | 1096 | 1246 | 1064 | 990  | 1303 | 1428 | 1542 | 1629 | 1733 |
|               | 1869 | 1900 | 1921 | 1961 | 1980 | 2011 | 2016 | 2019 | 2021 | 2024 |